# El Paso (Colômbia)
El Paso é um município da Colômbia, localizado no departamento de Cesar.